# Aerobryopsis subleptostigmata
Aerobryopsis subleptostigmata är en bladmossart som beskrevs av Brotherus och Jean Édouard Gabriel Narcisse Paris 1911. Aerobryopsis subleptostigmata ingår i släktet Aerobryopsis och familjen Meteoriaceae. Inga underarter finns listade i Catalogue of Life.